# Ličen
Ličen  je priimek več znanih Slovencev:

## Znani nosilci priimka
- Ana Ličen, izseljenska kulturna delavka
- Dano Ličen (*1987), jazz glasbenik, pevec in vodja "Nova jazz quintet"; slikar in literat
- Daša Ličen (*1990), hist. etnologinja, kult. antropologinja
- David Ličen (*1975), grafični oblikovalec, slikar
- Francka Ličen (1893—1956), ljudska pesnica
- Jožica Ličen (1947—2024), humanitarna delavka, publicistka, dolgoletna ravnateljica Škofijske karitas za Primorsko
- Maks Ličen (1897—?), geodet, športni delavec
- Marko Ličen, arhitekt in oblikovalec
- Martin Ličen, profesionalni vojak in planinec
- Mira Ličen Krmpotić (*1950), slikarka, restavratorka
- Mirko Ličen (1907—1973), fotoreporter
- Mitja Ličen, snemalec (direktor fotografije)
- Nives Ličen (*1959), pedagoginja, andragoginja, prof. FF UL
- Polona Kunaver Ličen (*1975), slikarka, grafičarka
- Robert Ličen, poslovnež in gospodarstvenik/menedžer
- Vladimir Ličen (1912—1948), kemik, žrtev Dachauskih procesov

## Glej še
- priimka Ličan, Ličer
- priimka Ličar, Likar, Ličina, Ličof